# Liste der Bodendenkmale in Grunow-Dammendorf
Die Liste der Bodendenkmale in Grunow-Dammendorf enthält alle Bodendenkmale der brandenburgischen Gemeinde Grunow-Dammendorf und ihrer Ortsteile auf der Grundlage der Landesdenkmalliste vom 31. Dezember 2020.
Die Baudenkmale sind in der Liste der Baudenkmale in Grunow-Dammendorf aufgeführt.
| Gemarkung                     | Flur       | Kurzansprache                                                           | Bodendenkmalnummer | Bemerkung | Bild |
| ----------------------------- | ---------- | ----------------------------------------------------------------------- | ------------------ | --------- | ---- |
| Dammendorf (Lage)             | 5          | Siedlung Urgeschichte, Rast- und Werkplatz Mesolithikum                 | 90063              |           |      |
| Dammendorf (Lage)             | 6          | Pechhütte Neuzeit                                                       | 90065              |           |      |
| Dammendorf (Lage)             | 5          | Mühle Neuzeit                                                           | 90106              |           |      |
| Dammendorf, Kieselwitz (Lage) | 6, 2       | Mühle Neuzeit, Mühle deutsches Mittelalter                              | 90037              |           |      |
| Dammendorf, Oelsen (Lage)     | 2, 4, 5    | Dorfkern Neuzeit, Dorfkern deutsches Mittelalter                        | 90064              |           |      |
| Grunow (Lage)                 | 2          | Pechhütte deutsches Mittelalter, Siedlung deutsches Mittelalter         | 90077              |           |      |
| Grunow (Lage)                 | 1          | Siedlung Urgeschichte, Siedlung römische Kaiserzeit, Siedlung Steinzeit | 90078              |           |      |
| Grunow (Lage)                 | 1          | Siedlung römische Kaiserzeit                                            | 90079              |           |      |
| Grunow (Lage)                 | 1, 2, 3, 4 | Dorfkern deutsches Mittelalter, Dorfkern Neuzeit                        | 90081              |           |      |
| Grunow, Schneeberg (Lage)     | 1, 1       | Siedlung römische Kaiserzeit                                            | 90080              |           |      |